# Anastasija Kuleszowa
Anastasija Nikołajewna Kuleszowa, de domo Siedowa (ros. Анастасия Николаевна Седова; ur. 4 lutego 1995) – rosyjska biegaczka narciarska, wielokrotna medalistka mistrzostw świata juniorów.

## Kariera
Po raz pierwszy na arenie międzynarodowej Kuleszowa pojawiła się 15 listopada 2009 roku w Muonio, gdzie w zawodach FIS Race zajęła 57. miejsce w biegu na 10 km stylem klasycznym. Na początku 2012 roku wzięła udział w zimowych igrzyskach olimpijskich młodzieży w Innsbrucku, gdzie zwyciężyła w biegu na 5 km stylem klasycznym, a w sztafecie mieszanej zdobyła srebrny medal. W styczniu 2013 roku wystąpiła na mistrzostwach świata juniorów w Libercu, gdzie wspólnie z koleżankami z reprezentacji wywalczyła srebrny medal w sztafecie, a indywidualnie była trzecia w biegu na 5 km. Miesiąc później brała udział w olimpijskim festiwalu młodzieży Europy w Braszowie, gdzie zwyciężyła w sztafecie mieszanej. Ponadto zdobyła tam złoto w biegu na 5 km klasykiem oraz srebro na dystansie 7,5 km techniką dowolną. Podczas rozgrywanych w 2014 roku mistrzostw świata juniorów w Val di Fiemme Rosjanki z Kuleszową w składzie ponownie zajęły drugie miejsce w sztafecie, a Kuleszowa wywalczyła także brązowy medal w biegu na 5 km stylem klasycznym. Brała także udział w mistrzostwach świata juniorów w Ałmaty w 2015 roku, zajmując drugie miejsce w sztafecie i biegu na 5 km techniką dowolną.
Nie brała udziału w mistrzostwach świata.
Na igrzyskach w Pjongczangu startowała jako reprezentantka ekipy sportowców olimpijskich z Rosji.
Jej brat Piotr również uprawia biegi narciarskie.

## Osiągnięcia

### Igrzyska olimpijskie
| Miejsce | Dzień     | Rok  | Miejscowość | Konkurencja                            | Czas biegu  | Strata      | Zwyciężczyni    |
| ------- | --------- | ---- | ----------- | -------------------------------------- | ----------- | ----------- | --------------- |
| 12.     | 10 lutego | 2018 | Pjongczang  | 15 km bieg łączony                     | 40:44,9 min | +1:12,8 min | Charlotte Kalla |
| 8.      | 15 lutego | 2018 | Pjongczang  | 10 km stylem dowolnym                  | 25:00,5 min | +1:07,3 min | Ragnhild Haga   |
| 3.      | 17 lutego | 2018 | Pjongczang  | bieg sztafetowy 4×5 km                 | 51:24,3 min | +43,3 s     | Norwegia        |
| 11.     | 25 lutego | 2018 | Pjongczang  | 30 km stylem klasycznym (start masowy) | 1:22:17,6 h | +4:29,2 min | Marit Bjørgen   |

### Mistrzostwa świata
| Miejsce | Dzień     | Rok  | Miejscowość | Konkurencja                          | Czas biegu  | Strata      | Zwyciężczyni   |
| ------- | --------- | ---- | ----------- | ------------------------------------ | ----------- | ----------- | -------------- |
| 9.      | 25 lutego | 2017 | Lahti       | 15 km bieg łączony                   | 37:57,5 min | +1:15,3 min | Marit Bjørgen  |
| 11.     | 28 lutego | 2017 | Lahti       | 10 km stylem klasycznym              | 25:24,9 min | +1:36,3 min | Marit Bjørgen  |
| 5.      | 2 marca   | 2017 | Lahti       | bieg sztafetowy 4×5 km               | 52:21,5 min | +2:28,6 min | Norwegia       |
| 9.      | 23 lutego | 2019 | Seefeld     | 15 km bieg łączony                   | 36:54,5 min | +1:50,4 min | Therese Johaug |
| 6.      | 26 lutego | 2019 | Seefeld     | 10 km stylem klasycznym              | 27:02,1 min | +1:04,9 min | Therese Johaug |
| 3.      | 28 lutego | 2019 | Seefeld     | bieg sztafetowy 4×5 km               | 55:21,0 min | +2:03,8 min | Szwecja        |
| 14.     | 2 marca   | 2019 | Seefeld     | 30 km stylem dowolnym (start masowy) | 1:14:26,2 h | +4:40,5 min | Therese Johaug |

### Mistrzostwa świata juniorów
| Miejsce | Dzień       | Rok  | Miejscowość   | Konkurencja              | Czas biegu  | Strata  | Zwyciężczyni           |
| ------- | ----------- | ---- | ------------- | ------------------------ | ----------- | ------- | ---------------------- |
| 3.      | 23 stycznia | 2013 | Liberec       | 5 km stylem dowolnym     | 12:35,3 min | +11,4 s | Victoria Carl          |
| 4.      | 25 stycznia | 2013 | Liberec       | 10 km bieg łączony       | 27:13,0 min | +19,0 s | Teresa Stadlober       |
| 2.      | 27 stycznia | 2013 | Liberec       | bieg sztafetowy 4×3,3 km | 35:41,1 min | +2,2 s  | Szwecja                |
| 6.      | 31 stycznia | 2014 | Val di Fiemme | 10 km bieg łączony       | 30:45,8 min | +6,7 s  | Sarah Schaber          |
| 3.      | 2 lutego    | 2014 | Val di Fiemme | 5 km stylem klasycznym   | 14:05,0 min | +13,6 s | Natalja Niepriajewa    |
| 2.      | 3 lutego    | 2014 | Val di Fiemme | bieg sztafetowy 4×3,3 km | 39:54,8 min | +7,7 s  | Szwecja                |
| 2.      | 4 lutego    | 2015 | Ałmaty        | 5 km stylem dowolnym     | 13:26,9 min | +5,3 s  | Victoria Carl          |
| 5.      | 6 lutego    | 2015 | Ałmaty        | 10 km bieg łączony       | 27:02,8 min | 11,0 s  | Sofie Nordsveen Hustad |
| 2.      | 8 lutego    | 2015 | Ałmaty        | bieg sztafetowy 4×3,3 km | 35:04,0 min | +0,4 s  | Norwegia               |

### Mistrzostwa świata młodzieżowców (do lat 23)
| Miejsce | Dzień     | Rok  | Miejscowość | Konkurencja             | Czas biegu  | Strata  | Zwyciężczyni  |
| ------- | --------- | ---- | ----------- | ----------------------- | ----------- | ------- | ------------- |
| 1.      | 23 lutego | 2016 | Râșnov      | 10 km stylem klasycznym | 28:49,4 min | —       | —             |
| 3.      | 25 lutego | 2016 | Râșnov      | 10 km stylem dowolnym   | 23:14,1 min | +27,1 s | Victoria Carl |
| 1.      | 2 lutego  | 2018 | Goms        | 15 km bieg łączony      | 44:03,6 min | —       | —             |

### Igrzyska olimpijskie młodzieży
| Miejsce | Dzień       | Rok  | Miejscowość | Konkurencja                               | Czas biegu  | Strata  | Zwyciężczyni     |
| ------- | ----------- | ---- | ----------- | ----------------------------------------- | ----------- | ------- | ---------------- |
| 1.      | 17 stycznia | 2012 | Innsbruck   | 5 km stylem klasycznym                    | 14:18,0 min | —       | —                |
| 15.     | 19 stycznia | 2012 | Innsbruck   | Sprint stylem dowolnym                    | 1:57,4 min  | —       | Silje Theodorsen |
| 2.      | 21 stycznia | 2012 | Innsbruck   | bieg sztafetowy mieszany (biegi+biathlon) | 1:04:23,4 h | +59,1 s | Niemcy           |

### Puchar Świata

#### Miejsca w klasyfikacji generalnej
| Sezon     | Miejsce |
| --------- | ------- |
| 2016/2017 | 43.     |
| 2017/2018 | 16.     |
| 2018/2019 | 12.     |

#### Miejsca na podium w zawodach indywidualnych Pucharu Świata chronologicznie
Jak dotąd Siedowa nie stała na podium zawodów Pucharu Świata.

#### Miejsca na podium w etapach zawodów Pucharu Świata chronologicznie
| Nr | Dzień      | Rok  | Miejscowość               | Zawody      | Konkurencja                            | Czas biegu  | Strata  | Miejsce | Zwyciężczyni             |
| -- | ---------- | ---- | ------------------------- | ----------- | -------------------------------------- | ----------- | ------- | ------- | ------------------------ |
| 1. | 30 grudnia | 2018 | Toblach                   | Tour de Ski | 10 km stylem dowolnym                  | 23:19,9 min | +10,9 s | 3.      | Natalja Niepriajewa      |
| 2. | 2 stycznia | 2019 | Oberstdorf                | Tour de Ski | 10 km stylem klasycznym (start masowy) | 32:08,9 min | +5,3 s  | 3.      | Ingvild Flugstad Østberg |
| 3. | 5 stycznia | 2019 | Val di Fiemme             | Tour de Ski | 10 km stylem klasycznym (start masowy) | 29:34,4 min | +10,8 s | 3.      | Ingvild Flugstad Østberg |
| 4. | 6 stycznia | 2019 | Val di Fiemme/Alpe Cermis | Tour de Ski | 9 km stylem dowolnym                   | 35:15,0 min | +49,6 s | 3.      | Ingvild Flugstad Østberg |

#### Miejsca w poszczególnych zawodachPucharu Świata
stan po zakończeniu sezonu 2018/2019
| Sezon 2016/2017 |                      |                          |                            |                            |                             |                            |                       |                           |                          |                           |                             |                            |                           |                              |                             |     |                      |                            |                         |                            |                         |                            |                       |                        |                      |                      |                       |                        |                        |                        |        |        |        |        |        |        |        |        |        |        |        |        |        |        |        |        |        |        |        |        |        |        |        |        |        |
| Ruka 26.11 (SP C) | Ruka 27.11 (10 km C) | Lillehammer 2.12 (SP C)  | Lillehammer 3.12 (5 km F)  | Lillehammer 4.12 (10 km C) | LT                          | Davos 10.12 (15 km F)      | Davos 11.12 (SP F)    | La Clusaz 17.12 (10 km F) | Val Müstair 31.12 (SP F) | Val Müstair 1.01 (5 km C) | Oberstdorf 3.01 (2×5 km)    | Oberstdorf 4.01 (10 km F)  | Toblach 6.01 (5 km F)     | Val di Fiemme 7.01 (10 km C) | Val di Fiemme 8.01 (9 km F) | TdS | Toblach 14.01 (SP F) | Ulricehamn 21.01 (10 km F) | Falun 28.01 (SP F)      | Falun 29.01 (15 km C)      | Pjongczang 3.02 (SP C)  | Pjongczang 4.02 (2×7,5 km) | Otepää 18.02 (SP F)   | Otepää 19.02 (10 km C) | Drammen 8.03 (SP C)  | Oslo 12.03 (30 km C) | Québec 17.03 (SP F)   | Québec 18.03 (10 km C) | Québec 19.03 (10 km F) | FPŚ                    | punkty | punkty | punkty | punkty | punkty | punkty | punkty | punkty | punkty | punkty | punkty | punkty | punkty | punkty | punkty | punkty | punkty | punkty | punkty | punkty | punkty | punkty | punkty | punkty | punkty |
| - | 19                   | 60                       | 25                         | 23                         | 25                          | 21                         | -                     | 11                        | -                        | -                         | -                           | -                          | -                         | -                            | -                           | -   | -                    | -                          | -                       | 17                         | -                       | -                          | -                     | 7                      | -                    | -                    | 46                    | 21                     | 27                     | 26                     | 146    | 146    | 146    | 146    | 146    | 146    | 146    | 146    | 146    | 146    | 146    | 146    | 146    | 146    | 146    | 146    | 146    | 146    | 146    | 146    | 146    | 146    | 146    | 146    | 146    |
| Sezon 2017/2018 |                      |                          |                            |                            |                             |                            |                       |                           |                          |                           |                             |                            |                           |                              |                             |     |                      |                            |                         |                            |                         |                            |                       |                        |                      |                      |                       |                        |                        |                        |        |        |        |        |        |        |        |        |        |        |        |        |        |        |        |        |        |        |        |        |        |        |        |        |        |
| Ruka 24.11 (SP C) | Ruka 25.11 (10 km C) | Ruka 26.11 (10 km F)     | RT                         | Lillehammer 2.12 (SP C)    | Lillehammer 3.12 (2×7,5 km) | Davos 9.12 (SP F)          | Davos 10.12 (10 km F) | Toblach 16.12 (10 km F)   | Toblach 17.12 (10 km C)  | Lenzerheide 30.12 (SP F)  | Lenzerheide 31.12 (10 km C) | Lenzerheide 1.01 (10 km F) | Oberstdorf 4.01 (10 km F) | Val di Fiemme 6.01 (10 km C) | Val di Fiemme 7.01 (9 km F) | TdS | Drezno 13.01 (SP F)  | Planica 20.01 (SP C)       | Planica 21.01 (10 km C) | Seefeld 27.01 (SP F)       | Seefeld 28.01 (10 km F) | Lahti 3.03 (SP F)          | Lahti 4.03 (10 km C)  | Drammen 7.03 (SP C)    | Oslo 11.03 (30 km F) | Falun 16.03 (SP F)   | Falun 17.03 (10 km C) | Falun 18.03 (10 km F)  | FPŚ                    | punkty                 | punkty | punkty | punkty | punkty | punkty | punkty | punkty | punkty | punkty | punkty | punkty | punkty | punkty | punkty | punkty | punkty | punkty | punkty | punkty | punkty | punkty | punkty | punkty | punkty |        |
| 56 | 9                    | 25                       | 18                         | -                          | 11                          | -                          | 11                    | 10                        | -                        | 65                        | 16                          | 11                         | 9                         | 7                            | 10                          | 7   | -                    | -                          | -                       | -                          | 19                      | -                          | 11                    | -                      | -                    | 67                   | 20                    | 25                     | 22                     | 474                    | 474    | 474    | 474    | 474    | 474    | 474    | 474    | 474    | 474    | 474    | 474    | 474    | 474    | 474    | 474    | 474    | 474    | 474    | 474    | 474    | 474    | 474    | 474    | 474    |        |
| Sezon 2018/2019 |                      |                          |                            |                            |                             |                            |                       |                           |                          |                           |                             |                            |                           |                              |                             |     |                      |                            |                         |                            |                         |                            |                       |                        |                      |                      |                       |                        |                        |                        |        |        |        |        |        |        |        |        |        |        |        |        |        |        |        |        |        |        |        |        |        |        |        |        |        |
| Ruka 24.11 (SP C) | Ruka 25.11 (10 km C) | Lillehammer 30.11 (SP F) | Lillehammer 1.12 (10 km F) | Lillehammer 2.12 (10 km C) | LT                          | Beitostølen 8.12 (15 km F) | Davos 15.12 (SP F)    | Davos 16.12 (10 km F)     | Toblach 29.12 (SP F)     | Toblach 30.12 (10 km F)   | Val Müstair 1.01 (SP F)     | Oberstdorf 2.01 (10 km C)  | Oberstdorf 3.01 (10 km F) | Val di Fiemme 5.01 (10 km C) | Val di Fiemme 6.01 (9 km F) | TdS | Drezno 12.01 (SP F)  | Otepää 19.01 (SP C)        | Otepää 20.01 (10 km C)  | Ulricehamn 26.01 (10 km F) | Lahti 9.02 (SP F)       | Cogne 16.02 (SP F)         | Cogne 17.02 (10 km C) | Oslo 10.03 (30 km C)   | Drammen 12.03 (SP C) | Falun 16.03 (SP F)   | Falun 17.03 (10 km F) | Québec 22.03 (SP F)    | Québec 23.03 (10 km C) | Québec 24.03 (10 km F) | FPŚ    | punkty | punkty | punkty | punkty | punkty | punkty | punkty | punkty | punkty | punkty | punkty | punkty | punkty | punkty | punkty | punkty | punkty | punkty | punkty | punkty | punkty | punkty |        |        |
| - | -                    | -                        | -                          | -                          | -                           | 5                          | -                     | 8                         | 60                       | 3                         | 25                          | 3                          | 6                         | 3                            | 3                           | 4   | -                    | -                          | 8                       | -                          | -                       | -                          | -                     | -                      | -                    | -                    | 16                    | 46                     | 7                      | 16                     | 16     | 613    | 613    | 613    | 613    | 613    | 613    | 613    | 613    | 613    | 613    | 613    | 613    | 613    | 613    | 613    | 613    | 613    | 613    | 613    | 613    | 613    | 613    |        |        |
| Legenda |                      |                          |                            |                            |                             |                            |                       |                           |                          |                           |                             |                            |                           |                              |                             |     |                      |                            |                         |                            |                         |                            |                       |                        |                      |                      |                       |                        |                        |                        |        |        |        |        |        |        |        |        |        |        |        |        |        |        |        |        |        |        |        |        |        |        |        |        |        |
| 1 2 3 4-10 11-30 31-100 wyniki anulowane DNF - zawodnik nie ukończył biegu – - zawodnik nie wystartował TdS - Tour de Ski FPŚ - Finał Pucharu Świata RT - Ruka Triple LT - Lillehammer Tour |                      |                          |                            |                            |                             |                            |                       |                           |                          |                           |                             |                            |                           |                              |                             |     |                      |                            |                         |                            |                         |                            |                       |                        |                      |                      |                       |                        |                        |                        |        |        |        |        |        |        |        |        |        |        |        |        |        |        |        |        |        |        |        |        |        |        |        |        |        |